# Зимнягін Василь Кузьмич
Василь Кузьмич Зимнягін (1 січня 1913 - 5 січня 1945) - капітан Робітничо-селянської Червоної Армії, учасник Великої Вітчизняної війни, Герой Радянського Союзу (1945).

## Біографія
Народився 1 січня 1913 року в селі Мільдево (нині – Меленківський район Володимирської області). Після закінчення чотирьох класів працював на лісопункті. 
У червні 1941 року Зимнягін був призваний на службу до Робітничо-селянської Червоної Армії. Закінчив військово-політичне училище. З серпня 1942 - на фронтах Великої Вітчизняної війни. До січня 1945 року капітан Василь Зимнягін командував батареєю 1186-го винищувально-протитанкового артилерійського полку 1-ї ударної армії 2-го Прибалтійського фронту . Відзначився під час боїв на території Латвійської РСР.
5 січня 1945 року Зимнягіна було атаковано 12 німецькими танками біля населеного пункту Пієнава Тукумського району. Бійці підбили 4 з них, але й самі втратили 2 гармати. У бою Зимнягін отримав тяжке поранення, кинувся з гранатою до танків супротивника, але був убитий. Похований на військовому цвинтарі у селищі Джуксті Тукумського краю.
Указом Президії Верховної Ради СРСР від 29 червня 1945 року капітан Василь Зимнягін посмертно був удостоєний високого звання Героя Радянського Союзу. Був також нагороджений орденами Леніна та Вітчизняної війни 1-го ступеня, медаллю.